# Ray of Light (singel)
Ray of Light – drugi singel z albumu Madonny o tym samym tytule. Oryginalna wersja piosenki nazywała się Sepheryn i była dostępna na pierwszym albumie Curtisa Muldoona wydanym w 1971 roku. William Ørbit wraz z Christine Leach nagrał swoją wersję tego utworu zanim przedstawił go Madonnie. Z Madonną producent stworzył nową aranżację i melodię, zmieniono także nieznacznie tekst piosenki.
Utwór został wyróżniony w 1999 roku dwoma nagrodami Grammy - w kategoriach Najlepszy Utwór Taneczny oraz Najlepszy Teledysk. W kategorii Piosenka Roku utwór przegrał z My Heart Will Go On Céline Dion.

## Listy sprzedaży
| Kraj              | Najwyższa pozycja | Sprzedaż |
| ----------------- | ----------------- | -------- |
| Australia         | 6                 | 35 000   |
| Austria           | 31                | -        |
| Brazylia          | 1 (4 tygodnie)    | -        |
| Europa            | 9 (3 tygodnie)    | -        |
| Finlandia         | 2 (2 tygodnie)    | -        |
| Francja           | 18                | 80 000   |
| Hiszpania         | 1 (3 tygodnie)    | -        |
| Japonia           | 1 (2 tygodnie)    | -        |
| Kanada            | 7                 | 20 000   |
| Niemcy            | 28                | 80 000   |
| Stany Zjednoczone | 5                 | 610 000  |
| Szwajcaria        | 32                | -        |
| Szwecja           | 14                | -        |
| Wielka Brytania   | 2                 | 230 000  |
| Włochy            | 2                 | 70 000   |